# Куликівка (Сватівський район)
Куликі́вка — село в Україні, у Нижньодуванській селищній громаді Сватівського району Луганської області. Орган місцевого самоврядування — Нижньодуванська селищна рада.
Станом на 2018 рік населення немає.

## Населення

### Мова
Розподіл населення за рідною мовою за даними перепису 2001 року:
| Мова       | Кількість | Відсоток |
| ---------- | --------- | -------- |
| українська | 2         | 100%     |